# Giovanni Veneziano
Giovanni Veneziano (* 11. März 1683 in Neapel; † 13. April 1742 ebenda) war ein italienischer Komponist, Organist und Vertreter der sogenannten Neapolitanischen Schule.

## Leben und Wirken
Giovanni Veneziano studierte am Conservatorio Santa Maria di Loreto in Neapel Komposition, Gesang, Orgel und Cembalo, unter anderem bei seinem dort lehrenden Vater Gaetano Veneziano. 1704 übernahm er vom Vater die Stelle eines Organisten an der Hofkapelle, die er 1707 nach der österreichischen Machtübernahme verlor. In der Zeit von 1714 bis 1715 arbeitete er für das Teatro dei Fiorentini, wo im September 1714 seine Oper Lo mbroglio de li nomme aleas Le doje Pope e li duje Lucie e Pascale sotto nome d'Ambruoso aufgeführt wurde. Ab Juli 1716 wurde Veneziano Vizekapellmeister am Conservatorio Santa Maria di Loreto, ein Amt, das er bis an sein Lebensende ausübte. Am Conservatorio zählten unter anderem Davide Perez und Nicola Bonifacio Logroscino zu seinen Schülern. Nach der Machtübernahme der Habsburger wurde er im Oktober 1735 zum ersten Stellvertretenden Kapellmeister der Hofkapelle unter König Karl III., dem späteren Kaiser Karl VI. ernannt. Im März 1737 erhielt er die Stelle des Hoforganisten.
Nur wenige Werke Venezianos sind erhalten, obschon er in seiner Funktion als Vizekapellmeister des Conservatorio regelmäßig Kompositionen für seine Schüler vorlegen musste. Von seinen Opern ist nur die Musik zur geistlichen Oper Giuseppe Giusto von 1734 erhalten. Seine anderen Opern gehören dem Genre der Opera buffa im neapolitanischen Dialekt an.